# سینمای جنوبی آفریقا
سینمای جنوبی آفریقا یا سینمای جنوب آفریقا به بدنه سینمایی، تاریخ سینما و تولید فیلم‌های مستقل یا مشترک در این منطقه اشاره دارد. ۳ کشور آنگولا، ماداگاسکار و آفریقای جنوبی در این منطقه قرار دارند. سینمای جنوب آفریقا بخشی از سینمای آفریقا محسوب می‌شود که خود، زیرمجموعه سینمای جهان است؛ اصطلاحی که در دنیای انگلیسی‌زبان، به هر فیلمی که زبانی غیر از انگلیسی دارد گفته می‌شود.
سینمای کشور آفریقای جنوبی با فاصله بسیار نسبت به سینمای آنگولا و سینمای ماداگاسکار قرار دارد.